# Eccellenza Veneto 2006-2007
Il campionato italiano di calcio di Eccellenza regionale 2006-2007 è stato il sedicesimo organizzato in Italia. Rappresenta il sesto livello del calcio italiano.
Questi sono i gironi organizzati dal comitato regionale della regione Veneto.

## Gironi veneti
Il campionato di Eccellenza veneta è composto da 32 squadre divise in due gironi da 16 (sud-ovest, nord-est). Vi partecipano le 23 squadre salvatesi la precedente stagione, 1 retrocessa dalla Serie D (Cordignano) e 8 promosse dalla Promozione veneta (Vigasio, Marosticense, Favaro e Breda, più Domegliara, Liventina Gorghense, Noventa Padovana e Nuova Piombinese tramite i play-off). La società Cerea (dalla 1ª Categoria) partecipa grazie alla fusione con la Montebaldina che aveva mantenuto la categoria, mentre San Polo Gemaz Cusin, storica società fondata nel 1929, unendosi al Cimasport ha dato origine al Liapiave.

## Girone A

### Squadre partecipanti
| Squadra                        | Città                                   |
| ------------------------------ | --------------------------------------- |
| U.S. Adriese 1906              | Adria (RO)                              |
| U.S. Belfiorese                | Belfiore (VR)                           |
| U.S.D. Casalserugo             | Casalserugo (PD)                        |
| U.S. Casaleone 1956            | Casaleone (VR)                          |
| A.S.D. G.C. Castelnuovo Sandrà | Castelnuovo del Garda (VR)              |
| U.S.D. Cavazzale               | Cavazzale di Monticello Conte Otto (VI) |
| A.S.D. U.S. Cerea              | Cerea (VR)                              |
| A.S. Domegliara                | Domegliara di Sant'Ambrogio (VR)        |
| A.C. GAN Thiene Villaverla     | Thiene (VI)                             |
| A.C. Lonigo                    | Lonigo (VI)                             |
| A.C. Lugagnano                 | Lugagnano di Sona (VR)                  |
| Noventa Calcio S.S.D.          | Noventa Padovana (PD)                   |
| A.S.D. Pharma Bag San Paolo    | Padova (PD)                             |
| A.C. Tezze sul Brenta          | Tezze sul Brenta (VI)                   |
| Union Vigontina                | Vigonza (PD)                            |
| A.C. Vigasio A.S.D.            | Vigasio (VR)                            |

### Classifica finale
|  | Pos. | Squadra               | Pt | G  | V  | N  | P  | GF | GS | DR  |
|  | ---- | --------------------- | -- | -- | -- | -- | -- | -- | -- | --- |
|  | 1.   | Domegliara            | 50 | 30 | 14 | 8  | 8  | 34 | 27 | +7  |
|  | 2.   | Noventa Padovana      | 50 | 30 | 13 | 11 | 6  | 40 | 28 | +12 |
|  | 3.   | Union Vigontina       | 50 | 30 | 14 | 8  | 8  | 50 | 37 | +13 |
|  | 4.   | Lugagnano             | 49 | 30 | 13 | 10 | 7  | 47 | 35 | +12 |
|  | 5.   | Vigasio               | 48 | 30 | 13 | 9  | 8  | 50 | 41 | +9  |
|  | 6.   | Pharma San Paolo      | 48 | 30 | 13 | 9  | 8  | 40 | 34 | +6  |
|  | 7.   | Casalserugo           | 45 | 30 | 11 | 12 | 7  | 31 | 23 | +8  |
|  | 8.   | Castelnuovo Sandrà    | 44 | 30 | 11 | 11 | 8  | 36 | 37 | -1  |
|  | 9.   | Tezze Brenta          | 41 | 30 | 11 | 8  | 11 | 41 | 40 | +1  |
|  | 10.  | Cerea                 | 40 | 30 | 10 | 10 | 10 | 32 | 29 | +3  |
|  | 11.  | Cavazzale             | 36 | 30 | 8  | 12 | 10 | 45 | 46 | -1  |
|  | 12.  | Adriese               | 32 | 30 | 8  | 8  | 14 | 27 | 40 | -13 |
|  | 13.  | Gan Thiene Villaverla | 32 | 30 | 9  | 5  | 16 | 36 | 50 | -14 |
|  | 14.  | Belfiorese            | 31 | 30 | 8  | 7  | 15 | 29 | 41 | -12 |
|  | 15.  | Casaleone             | 28 | 30 | 6  | 10 | 14 | 35 | 45 | -10 |
|  | 16.  | Lonigo                | 24 | 30 | 6  | 6  | 18 | 19 | 39 | -20 |

### Spareggi

#### Spareggio promozione
| Squadra 1  | Risultato       | Squadra 2        |
| ---------- | --------------- | ---------------- |
| Domegliara | 1 - 1 (5-2 dcr) | Noventa Padovana |

| 6 maggio 2007                                | Domegliara           | 1 – 1 (d.t.s.) | Noventa Padovana |  |
| \| \| \| \| \| \| Tiri di rigore 5 – 2 \| \| |                      |                |                  |  |
|                                              |                      |                |                  |  |
|                                              | Tiri di rigore 5 – 2 |                |                  |  |

#### Play-out
| Squadra 1  | Totale      | Squadra 2             | Andata | Ritorno |
| ---------- | ----------- | --------------------- | ------ | ------- |
| Belfiorese | 2 - 2 (gfc) | Gan Thiene Villaverla | 1 - 1  | 1 - 1   |
| Casaleone  | 2 - 2 (gfc) | Adriese               | 2 - 0  | 0 - 2   |

andata
| 13 maggio 2007 | Belfiorese | 1 – 1 | Gan Thiene Villaverla |  |

| 13 maggio 2007 | Casaleone | 2 – 0 | Adriese |  |

ritorno
| 20 maggio 2007 | Gan Thiene Villaverla | 1 – 1 | Belfiorese |  |

| 20 maggio 2007 | Adriese | 2 – 0 | Casaleone |  |

## Girone B

### Squadre partecipanti
| Squadra                          | Città                     |
| -------------------------------- | ------------------------- |
| F.B.C. Asolo Fonte               | Asolo (TV)                |
| A.C. Breda J.D.S.                | Breda di Piave (TV)       |
| A.C. Cordignano                  | Cordignano (TV)           |
| A.S.D. Conegliano San Vendemiano | Conegliano (TV)           |
| A.S.D. Cornuda Crocetta 1920     | Cornuda (TV)              |
| F.C. Edo Mestre                  | Mestre-Venezia (VE)       |
| A.S.D. Favaro 1948               | Favaro Veneto (VE)        |
| U.S. Feltreseprealpi             | Feltre (BL)               |
| A.S.D. Liapiave                  | San Polo di Piave (TV)    |
| U.S. Marosticense                | Marostica (VI)            |
| U.S.D. Nuova Piombinese Calcio   | Piombino Dese (PD)        |
| U.S. Opitergina                  | Oderzo (TV)               |
| A.C. Romano d'Ezzelino           | Romano d'Ezzelino (VI)    |
| A.C.D. Sagittaria Julia          | Concordia Sagittaria (VE) |
| A.C. Sandonà 1922 S.r.l.         | San Donà di Piave (VE)    |

### Classifica finale
|  | Pos. | Squadra                         | Pt | G  | V  | N  | P  | GF | GS | DR  |
|  | ---- | ------------------------------- | -- | -- | -- | -- | -- | -- | -- | --- |
|  | 1.   | Asolo Fonte                     | 57 | 30 | 14 | 15 | 1  | 41 | 19 | +22 |
|  | 2.   | Sandonà 1922                    | 57 | 30 | 16 | 9  | 5  | 52 | 33 | +19 |
|  | 3.   | Edo Mestre                      | 52 | 30 | 15 | 7  | 8  | 46 | 31 | +15 |
|  | 4.   | Union Conegliano San Vendemiano | 45 | 30 | 12 | 9  | 9  | 46 | 40 | +6  |
|  | 5.   | Liapiave                        | 45 | 30 | 11 | 12 | 7  | 40 | 40 | 0   |
|  | 6.   | Sagittaria Julia                | 43 | 30 | 10 | 13 | 7  | 45 | 35 | +10 |
|  | 7.   | Breda JDS                       | 40 | 30 | 11 | 7  | 12 | 32 | 38 | -6  |
|  | 8.   | Liventina Gorghense             | 39 | 30 | 9  | 12 | 9  | 39 | 34 | +5  |
|  | 9.   | Marosticense                    | 39 | 30 | 9  | 12 | 9  | 33 | 34 | -1  |
|  | 10.  | Feltreseprealpi                 | 37 | 30 | 9  | 10 | 11 | 38 | 36 | +2  |
|  | 11.  | Favaro                          | 37 | 30 | 10 | 7  | 13 | 30 | 36 | -6  |
|  | 12.  | Nuova Piombinese                | 34 | 30 | 8  | 10 | 12 | 30 | 41 | -11 |
|  | 13.  | Cordignano                      | 32 | 30 | 7  | 11 | 12 | 31 | 38 | -7  |
|  | 14.  | Romano d'Ezzelino               | 29 | 30 | 5  | 14 | 11 | 36 | 40 | -4  |
|  | 15.  | Cornuda Crocetta                | 27 | 30 | 6  | 9  | 15 | 27 | 52 | -25 |
|  | 16.  | Opitergina                      | 23 | 30 | 4  | 11 | 15 | 27 | 46 | -19 |

### Spareggi

#### Spareggio promozione
| Squadra 1   | Risultato | Squadra 2    |
| ----------- | --------- | ------------ |
| Asolo Fonte | 1 - 2     | Sandonà 1922 |

| 6 maggio 2007 | Asolo Fonte | 1 – 2 | San Donà |  |

#### Play-out
| Squadra 1         | Totale | Squadra 2        | Andata | Ritorno |
| ----------------- | ------ | ---------------- | ------ | ------- |
| Cornuda Crocetta  | 1 - 6  | Nuova Piombinese | 1 - 3  | 0 - 3   |
| Romano d'Ezzelino | 3 - 2  | Cordignano       | 0 - 2  | 3 - 0   |

andata
| 13 maggio 2007 | Cornuda Crocetta | 1 – 3 | Nuova Piombinese |  |

| 13 maggio 2007 | Romano d'Ezzelino | 0 – 2 | Cordignano |  |

ritorno
| 20 maggio 2007 | Nuova Piombinese | 3 – 0 | Cornuda Crocetta |  |

| 20 maggio 2007 | Cordignano | 0 – 3 | Romano d'Ezzelino |  |

## Finale regionale
| Squadra 1  | Risultato | Squadra 2    |
| ---------- | --------- | ------------ |
| Domegliara | 4 - 2     | Sandonà 1922 |

| 13 maggio 2007 | Domegliara | 4 – 2                         | San Donà |  |
| \| \| \| \| \| Filippi 8’ Peretti 73’ Cossato 75’ Bolletta 90+4’ (aut.) \| Marcatori \| 37’ Polesel 84’ (rig.) Vivian \| |            |                               |          |  |
| |            |                               |          |  |
| Filippi 8’ Peretti 73’ Cossato 75’ Bolletta 90+4’ (aut.)                                                                 | Marcatori  | 37’ Polesel 84’ (rig.) Vivian |          |  |

## Verdetti finali
- Domegliara campione regionale di Eccellenza.